# Kayserův–Fleischerův prstenec

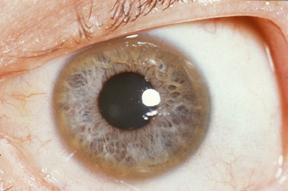
Kayserův–Fleischerův prstenec u 32letého muže, který měl dlouhodobé potíže s řečí a tremor

Kayserovy–Fleischerovy prstence (zkráceně K–F prstence) jsou tmavé prstence, které se objevují kolem oční duhovky. Jsou způsobeny hromaděním mědi v těle, zejména v důsledku onemocnění jater. Jsou pojmenovány po německých oftalmolozích Dr. Bernhardu Kayserovi a Dr. Bruno Fleischerovi, kteří je poprvé popsali v letech 1902 a 1903. Původní teorie předpokládala vznikl K–F prstenců v důsledku ukládání stříbra; že obsahují měď, bylo poprvé dokázáno v roce 1934.

## Objevení
Jelikož Kayserovy–Fleischerovy prstence nezpůsobují žádné symptomy, je běžné, že jsou odhaleny během vyšetření jiných zdravotních potíží. Počáteční stádium může být zjištěno pomocí štěrbinové lampy dříve, než se prstence stanou viditelné pouhým okem.

## Vzhled
Prstence tvoří měď, která se usazuje v místě, kde rohovka přechází v bělimu (skléru), tj. limbu rohovky v Descemetově membráně, a na první pohled vypadají jako půlměsíce v horní části rohovky. Spodní část půlměsíce, v dolní části rohovky (na 6 hodinách), se vybarví následně, čímž dojde k obkroužení rohovky.

## Výskyt
Kayserovy–Fleischerovy prstence jsou příznakem Wilsonovy choroby, která spočívá v hromadění mědi v důsledku defektu enzymu transportujícího měď. To vede k ukládání mědi v těle, především v játrech a mozku. Nejčastějším projevem onemocnění je jeho neurologická forma doprovázená různorodými příznaky, mezi které patří třes, zhoršení řeči, snížená mimika, poruchy koordinace a další. Kombinace neurologických symptomů, nízká hladina krevního ceruloplazminu a Kayserovy–Fleischerovy prstence jsou diagnostickými symptomy Wilsonovy choroby.
Dalšími příčinami K–F prstenců je cholestáza (ucpání žlučovodu), primární biliární cirhóza a „kryptogenní“ cirhóza.